# Technisch tekenen

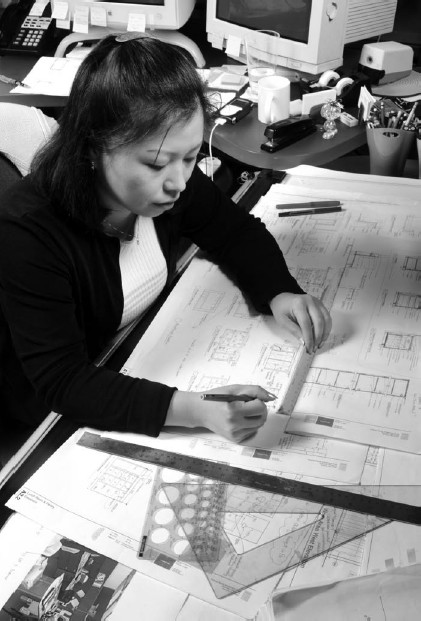
Tekenaar aan het werk

Technisch tekenen is het ambacht van het maken van tekeningen volgens de geldende normen en voorschriften. Technisch tekenen staat in tegenstelling tot 'vrij tekenen', dat een kunstvorm is.
Het doel van technisch tekenen is bij het ontwerpen alle nodige informatie te verzamelen om uiteindelijk het getekende ontwerp te kunnen bouwen of vervaardigen. Daarbij moet deze informatie 'eenduidig uitlegbaar' zijn (niet voor meerdere interpretaties vatbaar). Aan de hand van een ontwerp kan een prijs worden bepaald en kunnen ook alternatieven worden ontwikkeld. De technisch tekenaar die het ontwerp voor zijn rekening neemt kan een grafisch ontwerper, constructeur, architect of technicus zijn.

## Geschiedenis
De basis voor het technisch tekenen werd in de vijftiende eeuw gelegd door architecten als Filippo Brunelleschi en Leon Battista Alberti, die de beginselen van het perspectieftekenen herontdekten. Leonardo da Vinci ontwikkelde het perspectief en technisch tekenen verder door voort te bouwen op geometrische beginselen van wiskundigen uit de Antieke Oudheid zoals Pythagoras en Euclides.
De wiskundige beginselen van het technisch tekenen werden verder ontwikkeld met de zogenaamde projectieve meetkunde, met name door de 17e-eeuwse wiskundigen als Girard Desargues en Blaise Pascal. Aan het eind van de 18de eeuw werd de beschrijvende meetkunde ontwikkeld tot een omvangrijk en logisch geheel van voorschriften voor het maken van technische tekeningen. Hierbij werkte Amédée-François Frézier (1682-1773) de orthogonale projectie uit tot een samenhangend systeem. Het was echter nog geheel gericht op de praktische toepassingen.
Het technisch tekenen heeft zich in de loop van de eeuwen ontwikkeld tot een moderne techniek waaraan een eenduidige evolutie ten grondslag ligt. Het klassieke technisch tekenen verliest de laatste decennia sterk aan betekenis. Bedrijven die speciaal gericht waren op het vervaardigen van hulpmiddelen voor het tekenen zijn meestal opgegaan in grote concerns die alle mogelijke hard- en software en andere benodigdheden voor kantoor maken en leveren.

## Onderverdeling
Technisch tekenen is onder te verdelen in:
- werktuigbouwkundig tekenen;
- elektrotechnisch tekenen of schematekenen;
- civieltechnisch / bouwkundig tekenen.

### Werktuigbouwkundig tekenen

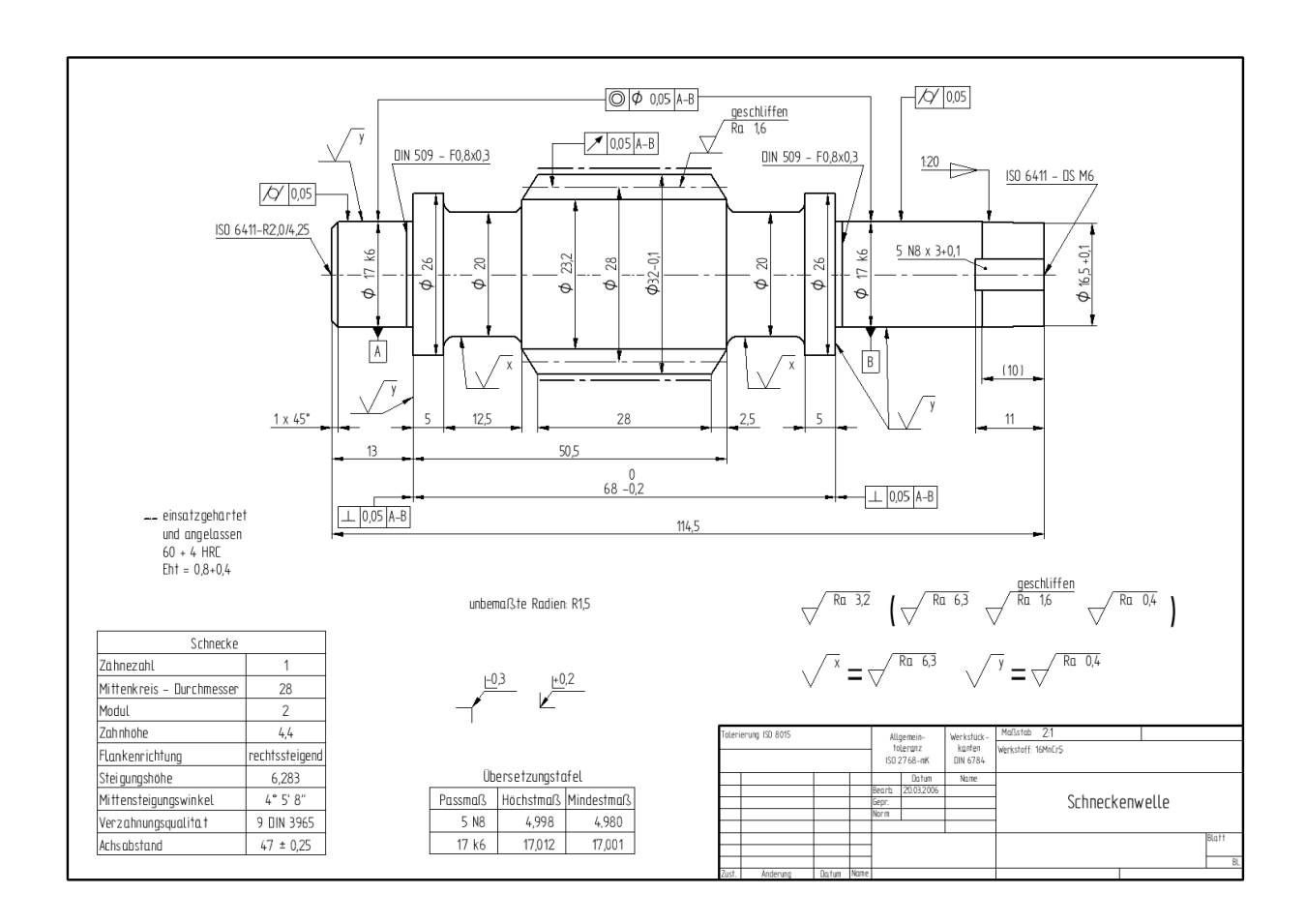
Werktuigbouwkundige technische tekening

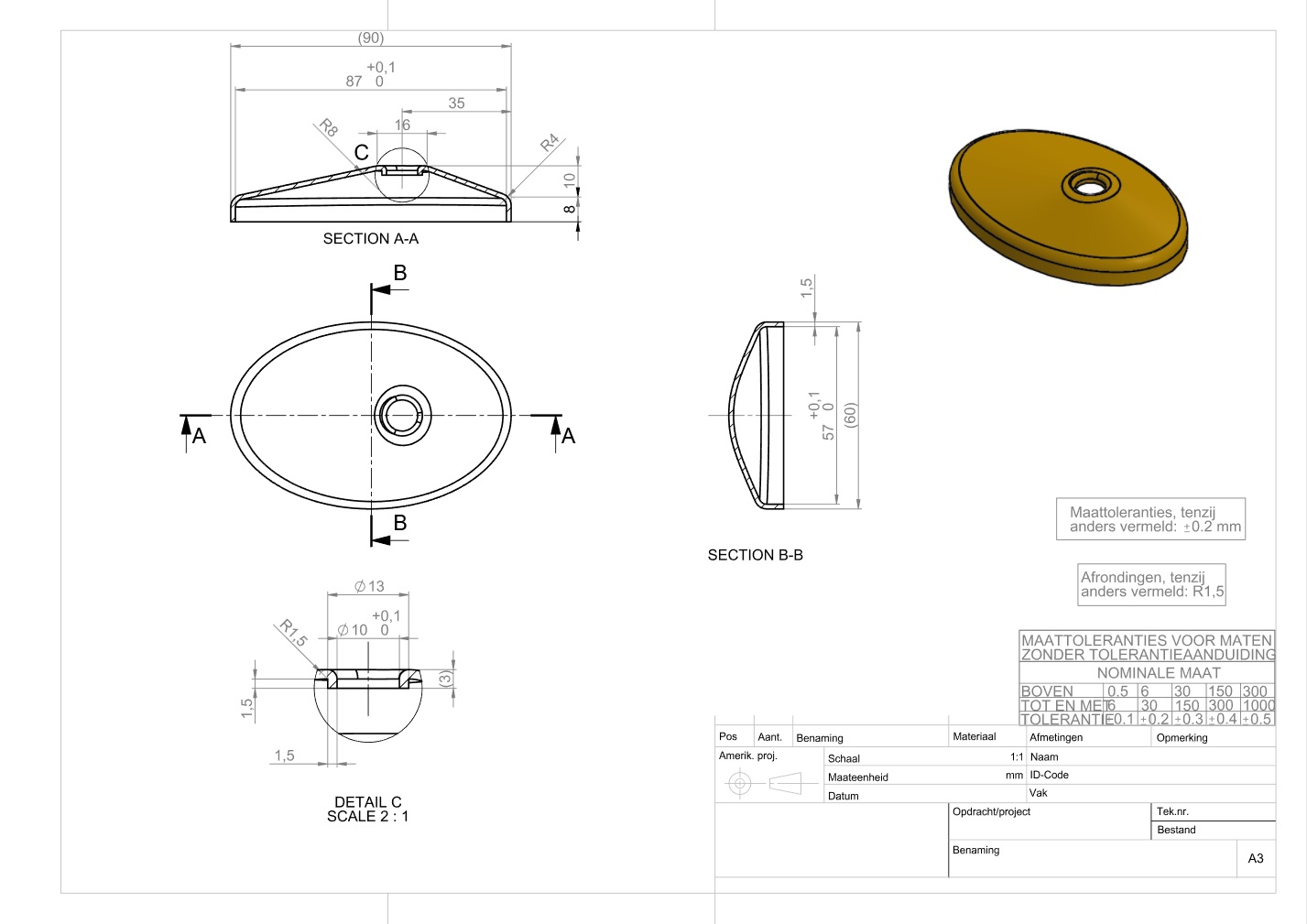
Technische tekening van een onderdeel van een product

Het werktuigbouwkundig tekenen betrekt het tekenen van producten, machine-onderdelen, en werktuigen.
De volgende tekeningen zijn hier onderdeel van:
- monotekeningen, zoals:
  - snijtekeningen
  - draai- en freestekeningen
  - lastekeningen
  - plaatuitslagen (voor het buigen van platen e.d.)
  - spuitgiettekeningen
- samenstellingtekeningen ((assemblage/montage, incl. stuklijsten) = werktekeningenpakket)
- vrijlichaamsschema; het vereenvoudigen van de werkelijke situatie zodat er manueel een natuurkundige berekening kan worden uitgevoerd

### Elektrotechnisch tekenen
Dit omvat voornamelijk naast werktuigbouwkundig tekenen ook schematekenen, met behulp van gestandaardiseerde symbolen. Er zijn in de basis twee hoofdgroepen:
- overzichtsschema's;
- ontwerpschema's;

De klant kan inzicht krijgen over wat er voor hem wordt ontworpen via de overzichtsschema's:
- grondschema's;
- blokschema's.

Als de basis van het ontwerp eenmaal bekend is wordt het uitgewerkt in:
- logicaschema's;
- (tijd)volgorde- en toestandsdiagrammen;
- werkingsschema's of stroomkringschema's;
- bedradingsschema's;
- leidingsschema's en (topografische) leidingschema's;
- printlay-outs;
- aansluitschema's.

Het is van eminent belang voor uitbreidingen en het storingzoeken in de gebouwde installatie dat de tekeningen tijdens en na de bouw worden bijgewerkt. Deze bijgewerkte tekeningen noemt men revisietekeningen, ook wel "as built" tekeningen.

### Civieltechnisch / Bouwkundig tekenen

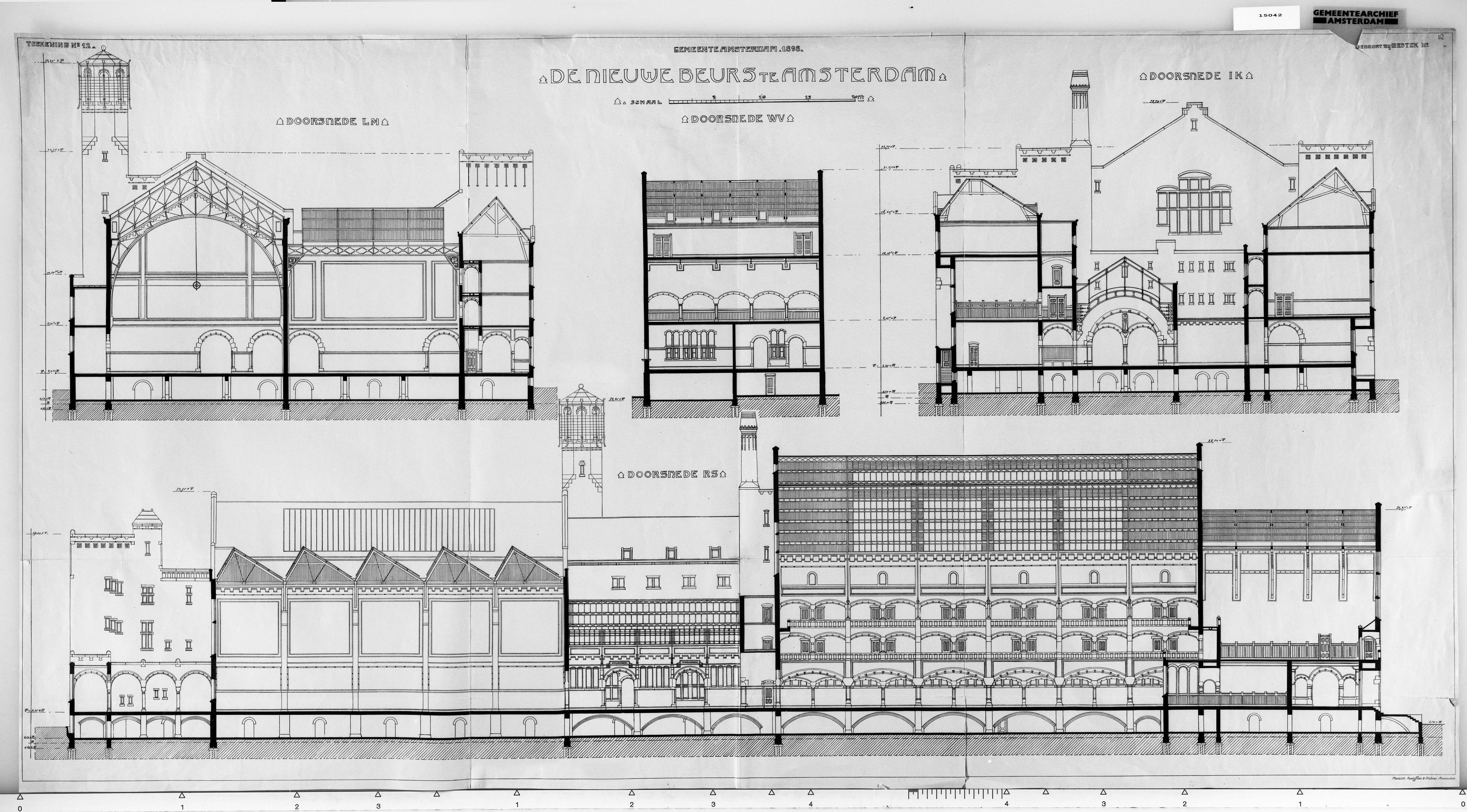
Bouwtekening door Hendrik Berlage

Een bouwtekening is een technische tekening van een bouwwerk of gebouw. Ook inrichtings- en wegenbouwkundige tekeningen (van wegen, straten en wijken) worden wel bouwtekeningen genoemd. Er bestaan verschillende soorten bouwtekeningen, zoals:
- ontwerptekeningen;
- bestektekeningen;
- werktekeningen;
- detailtekeningen;
- constructietekeningen;
- installatietekeningen.

## Beginselen van technisch tekenen

### Projectiemethoden
Moderne projectiemethoden zijn:
- orthografische projectie;
- axonometrische projectie;
- centrale projectie.

Symbolen om aan te geven welke projectiemethode is toegepast

Bij orthografische projectie wordt een driedimensionaal object vanuit verschillende hoeken gezien op een plat vlak getekend. Men plaatst alle aanzichten op een voorgeschreven manier onder en naast elkaar in een enkele tekening. Van belang is daarbij hoe tegen een object moet worden aangekeken.
Hiervoor zijn twee methoden in gebruik:
- Amerikaanse projectie;
- Europese projectie.

### Andere beginselen
Andere beginselen zijn bijvoorbeeld:
- maatvoering
- papierformaten

## Werkwijze

### Handmatig tekenen
Er werd in eerste opzet vaak in potlood getekend op zwaar tekenpapier, daarna werd het ontwerp overgenomen met Oost-Indische inkt op transparant tekenpapier, calqueerpapier of calques. Later werd polyester film of folie gebruikt, een drager van polyester met een toplaag om met pen of potlood te kunnen tekenen, tevens is dit materiaal vormvaster. Die transparanten konden worden vermenigvuldigd ten behoeve van de productie met een lichtdrukmachine. Aanvankelijk in een blauwdrukproces, waar het woord "blauwdruk" van afkomstig is. De maten van het papier en calques zijn sterk gestandaardiseerd in papierformaten. Artistieke vakgebieden als architecten gebruikten nog vaak papier van de rol. Die tekeningen pasten dan vaak niet gemakkelijk in tekeningenladekasten.
Nadat een ontwerp is gebouwd is het van groot belang de tekeningen aan te passen naar de werkelijkheid. Een ontwerper start meestal met een groot leeg vel wit papier en na afloop van het denkproces staat er een ontwerp. Maar in de praktijk kunnen de omstandigheden anders blijken dan voorzien en wordt het ontwerp anders gebouwd. Ook worden fouten in het ontwerp niet altijd tijdig opgemerkt. Deze as built of revisietekeningen zijn de basis voor onderhoud en storingzoeken. Het belang van revisietekenwerk wordt vaak onderschat, omdat het zich in een veel later stadium terugbetaalt. Leerling tekenaars leerden het handwerk meestal door eerst revisietekeningen te maken.
Archivering van grote hoeveelheden tekeningen gebeurde op microfiches, wat ruimte bespaarde. Wordt een installatie cq gebouw verbouwd, dan wordt het microfiche weer fotografisch afgedrukt op bijvoorbeeld polyester film en kan daar het ontwerp van de uitbreiding of wijziging worden ingetekend. Het gaat dan om een vergroting van 35mm-film naar papierformaat A1 of zelfs A0.

#### Tekengereedschap voor handmatig tekenen
Bij het klassieke technisch tekenen op een tekenplank, tekenbord of tekentafel werden veel tekenhulpmiddelen gebruikt. zoals:
- Potloden : potloden in vele hardheden, vulpotlood, kleurpotlood; en vlakgum of stuf;
- Pennen: stifthouder 0,3 mm, 0,5 mm en 0,8 mm (patent van Pentel); trekpen; Graphos van Pelikan; technische pen (Rapidograph), buisjespen (octrooi van Rotring); en geschikte inkt. Neem geen Oost-Indische inkt aangezien die na opdrogen niet meer oplost, wat bij een buisjespen al snel fataal is.
- Tekentafel met tekenhaak of tekenmachine
- Tekengereedschap : zoals tekendriehoek van 45/45 en 60/30 graden; liniaal; schaalstok; gradenboog; gatenplaat of cirkelmal; * schaats of afrondingsmal; passer en valpasser; strooklat; lettersjablonen met alle mogelijke letter- en cijfertypen; tekensjabloon voor alle mogelijke vakgebieden; radeermes of scheermesjes, later scalpelmesjes en glaskwastjes;

En verder zaken als schuier of vlerk; plakband voor de restauratie van in het gebruik beschadigde calques, Scotch Magic Mending Tape; omboord machine om de originele calques van een versterkte rand van plakband te voorzien.

### Machinaal tekenen
Ongeveer vanaf de jaren zestig van de 20e eeuw voltrokken zich grote veranderingen: steeds meer komen er computerprogramma's ter beschikking voor het tekenen, zoals computer-aided design (CAD) en kunnen de aldus gemaakte tekeningen afgedrukt worden met een plotter. Ook worden er programma's ontwikkeld die er 3D-tekeningen van kunnen maken, zodat er verschillende aanzichten vervaardigd kunnen worden.
Het tekenen op deze manier leek aanvankelijk nog veel op de methode aan het tekenbord, maar de tekeningen konden wel veel sneller veranderd en gereproduceerd worden. Ook het opnieuw gebruiken van onderdelen van de tekeningen kon met behulp van kopieermethoden als Kopiëren en plakken sterk vergemakkelijkt worden en zo kunnen zelfs hele tekeningen eenvoudig met de computer vermenigvuldigd worden. Het huidige tekenen gebeurt nu voornamelijk achter computermonitoren.
Sinds de jaren tachtig van de twintigste eeuw zijn er programma's in ontwikkeling gekomen waarmee 3D-tekeningen kunnen worden samengesteld. Er wordt geen klassieke tekening meer gemaakt, maar een 3D-model van het object. Moderne programma's kunnen een diversiteit aan doorsneden en projecties afleiden van de 3D-modellen en in digitale technische tekeningen omzetten. Als gevolg hiervan is het klassieke technisch tekenen langzamerhand verdrongen door de nieuwe en innovatieve CAD- en CAM-systemen.
Bekende CAD-programma's zijn AutoCAD, Autodesk Inventor' en 'SolidWorks'. Vanuit bepaalde CAD-programma's kan een opdracht naar een 3D-printer verstuurd worden.